# Oenoptila separata
Oenoptila separata är en fjärilsart som beskrevs av W. Warren 1908. Oenoptila separata ingår i släktet Oenoptila och familjen mätare. Inga underarter finns listade i Catalogue of Life.